# یووآ (والیس و فوتونا)

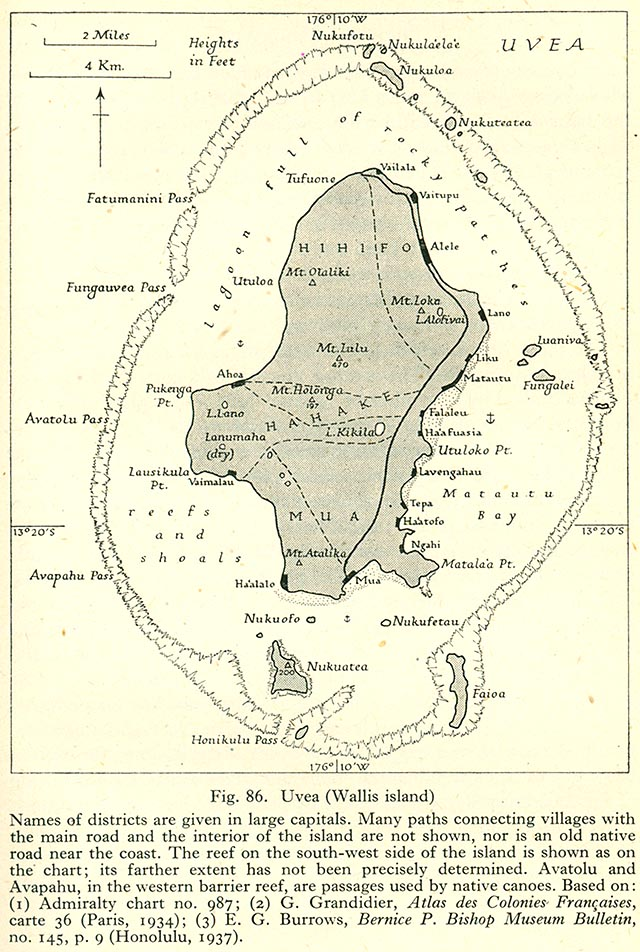
Map of Wallis island

یووآ (والیس و فوتونا) (به فرانسوی: Uvea (Wallis and Futuna)) یک منطقهٔ مسکونی در فرانسه است که در والیس و فوتونا واقع شده‌است.

## خصوصیات
یووآ ۱۵۹ کیلومترمربع مساحت و ۸٬۵۸۴ نفر جمعیت دارد.